# Comuna Kneaje, Sokal
Kneaje (în ucraineană Княже) este o comună în raionul Sokal, regiunea Liov, Ucraina, formată din satele Fusiv, Kneaje (reședința) și Șpîkolosî.

## Demografie
Componența lingvistică a comunei Kneaje
     Ucraineană (99,67%)
     Alte limbi (0,33%)
Conform recensământului din 2001, majoritatea populației comunei Kneaje era vorbitoare de ucraineană (99,67%), existând în minoritate și vorbitori de alte limbi.